# Civitas Classis
Civitas Classis fu il centro portuale dell'antica città romana di Ravenna. Coincide con l'attuale insediamento di Classe, frazione della città romagnola.

## Storia
Il sito dove fu fondata Civitas Classis si trovava all'interno di una delle lagune interne che circondavano Ravenna.

Attorno al 27 a.C. l'imperatore Augusto vi fece costruire un porto militare, destinato ad ospitare la flotta che aveva il compito di sorvegliare la parte orientale del mare Mediterraneo.
Le lagune intorno a Ravenna non comunicavano direttamente col mare. In epoca antica, infatti, un lungo cordone di dune sabbiose divideva le lagune interne e Ravenna dal mare. I romani costruirono allora un canale artificiale per mettere in comunicazione il porto con il mare Adriatico . Un secondo canale, la Fossa Augusta (dal nome dell'imperatore Augusto), congiunse Classe con Ravenna. In epoca più tarda venne prolungata verso nord, collegando Ravenna alla laguna veneta e al sistema portuale di Aquileia. Divenne così possibile navigare ininterrottamente da Classe ad Aquileia (circa 250 km) in acque calme e a regime costante .
Classe era collegata a Ravenna anche da una strada, la Via Caesaris. Costruita nel I secolo a.C., iniziava a Ravenna da Porta Cesarea e, seguendo un tratto rettilineo, attraversava Cesarea, Classe e terminava il suo corso nella via Popilia.
Nella base militare scontarono la loro detenzione (come raccontano Svetonio e Tacito) alcuni capi germanici fatti prigionieri dai romani: Batone I, il pànnone che si era ribellato e poi era stato vinto dalle legioni romane di Tiberio dopo tre anni di interminabili campagne militari (rivolta dalmato-pannonica, dal 6 al 9 d.C.), un figlio di Arminio (il cui padre era il principale responsabile della clades variana), ed infine l'ex re dei Marcomanni, Maroboduo. Sconfitto dai Cherusci di Arminio e abbandonato dal proprio esercito, chiese protezione a Tiberio. Fu accolto in Italia nel 18-19 d.C. e sopravvisse per altri 18 anni a Ravenna, dove morì:
(Tacito, Annales, II, 63.)

### Il porto di Classe
Il porto di Classe poteva contenere fino a 250 navi da guerra alla fonda . Lungo il canale artificiale e attorno ai bacini si potevano vedere arsenali e depositi a perdita d'occhio; lo sviluppo delle banchine d'attracco raggiungeva i 3 chilometri.
Il numero di soldati che vivevano a Classe era elevato: si aggirava intorno ai 10.000, tra legionari e ausiliari. Una azienda agricola aveva la funzione di produrre generi alimentari per il loro sostentamento. Da questo porto sembra iniziò la seconda campagna contro i Daci da parte di Traiano, come rappresentato sulla omonima Colonna, contrariamente a quanti sostengono che il porto sia da identificarsi con Brindisi o Ancona.
Il sobborgo di Classe si sviluppò attorno a caserme, magazzini e all'accampamento dei «classiari» (i soldati della marina). A partire dal II secolo si sviluppò, dal nucleo originario, la cittadina. Nel III-IV secolo fu costruita attorno all'abitato una cinta muraria a forma di semicerchio. A causa della subsidenza che affligge l'area ravennate, però, il territorio, abbassandosi, divenne progressivamente paludoso. All'inizio del IV secolo, tale fenomeno era così evidente che le banchine, i cantieri e le strade di accesso al porto erano diventate inservibili. Nel 330 l'imperatore Costantino I decise di trasferire la base della flotta nella nuova capitale dell'impero, Costantinopoli.

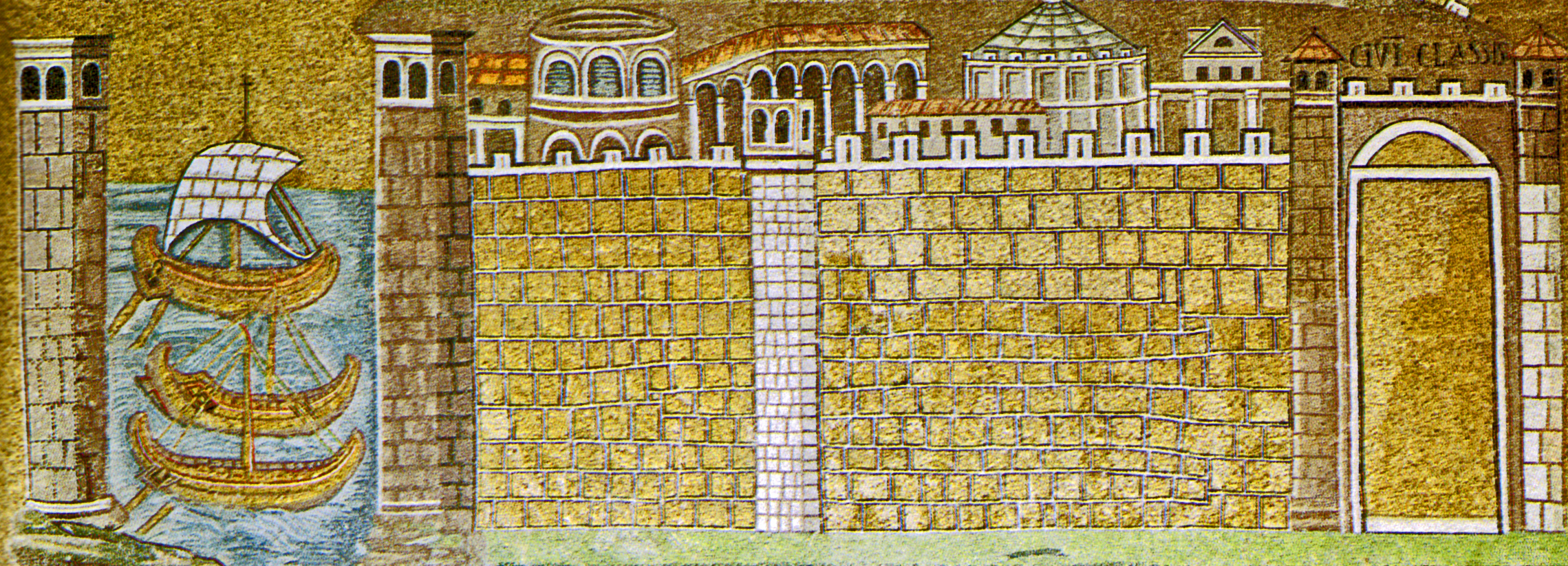
Il porto di Classe. Mosaico della Basilica di Sant'Apollinare Nuovo (inizio del VI secolo).

Il porto fu riattivato verso il V secolo per un uso commerciale. Ciò determinò una rinnovata crescita dell'abitato di Classe, che si protrasse anche nel secolo successivo, quando assurse al rango di città. Al tempo del re goto Teoderico (493-526), infatti, la Basilica Petriana di Classe, che trae il nome dal vescovo fondatore San Pietro Crisologo (432-450), fu dotata di battistero. Altro importante monumento religioso edificato in questo periodo fu la Basilica di San Severo (con annesso complesso monastico), oggi scomparsa.

### Epoca bizantina
La cinta muraria di Classe fu distrutta fino alle fondamenta dal duca longobardo Faroaldo I, che saccheggiò la città nel 580-581. Fu liberata nel 585 dal duca Drottulfo, un longobardo passato ai bizantini.
Classe fu conquistata una seconda volta dai Longobardi: il duca di Spoleto, Faroaldo II, approfittò della guerra in corso tra l'Impero d'Oriente e gli Arabi per attaccare la città. Solo dopo le proteste dell'esarca, Scolastico, Faroaldo restituì la città ai bizantini (nel 712 o 713).
Classe fu presa dai Longobardi per la terza volta nel 717: re Liutprando saccheggiò la città e cinse d'assedio Ravenna.
Nell'870 i pirati saraceni sbarcarono sul litorale saccheggiando la basilica di Sant'Apollinare in Classe. Gli abitanti abbandonarono Civitas Classis e si rifugiarono dentro le mura di Ravenna.

## Monumenti
Centro di diffusione del cristianesimo in tutta l'area attorno alla foce del Po, Classe fu sede sette antiche basiliche, tutte situate fuori della cinta muraria. Di esse, quattro erano cattoliche e tre ariane. Le prime basiliche sorsero su aree cimiteriali, favorendo le pratiche delle sepolture ad sanctos: 
Basilica Petriana
La Basilica petriana fu la prima chiesa cristiana di Classe. Iniziata da San Pietro Crisologo, nella prima metà del V secolo, fu terminata dal successore Neone. Grande edificio a tre navate, la basilica era preceduta da un quadriportico. Nel 725 crollò a causa di un terremoto.
Basilica di Sant'Apollinare
Nella prima metà del VI secolo, durante l'episcopato di Sant'Ursicino, fu costruita una basilica dedicata a Sant'Apollinare nel luogo dove si tramandava fosse la sua tomba. Prese il nome di Basilica di Sant'Apollinare in Classe ed esiste tuttora.
Basilica di San Severo
Fu costruita nel VI secolo nei pressi della Via Caesaris, la strada maestra che collegava Classe a Ravenna, per ospitare la tomba del vescovo Severo († 344), cui fu dedicata.

Basilica bizantina a tre navate, fu iniziata dall'arcivescovo Pietro IV (570-575) e terminata dal successore Giovanni IV (576-593), che ordinò la traslazione delle spoglie mortali del santo. La chiesa sopravvisse al terremoto del 725, ma la salma di san Severo fu comunque asportata e 
trasportata in Germania, a Magonza, dove da allora riposa nel Duomo di Erfurt.

Nel 1468 la basilica fu demolita perché in rovina e sul luogo ne fu costruita una nuova, più piccola, la quale, restaurata e rinnovata nel XVIII secolo poi abbandonata, risultava definitivamente distrutta attorno al 1820.
Basilica di San Probo
Edificata nel VI secolo appena fuori le mura, era un edificio a tre navate, preceduto da un atrio.

## Esplorazione archeologica
L'area intorno a Classe è stata oggetto di diverse indagini archeologiche a partire dal XX secolo. Viste le dimensioni della flotta militare romana, era lecito pensare di poter ritrovare la struttura portuale, pur sommersa da metri e metri di argilla accumulatasi nel corso dei secoli.
Nel 1956 Giuseppe Cortesi, un ingegnere (1913-1994), dopo aver esaminato gli studi compiuti sull'antico porto, li confrontò con le fotografie aeree di Vitale Valvassori. Grazie a lui vennero alla luce i resti della Basilica di San Severo (fu distrutta da un terremoto) e le prime tracce del porto. Nel 1960 le aerofotografie del Valvassori fornirono un ulteriore aiuto alle ricerche: poche centinaia di metri a sud dell'attuale alveo dei Fiumi Uniti venne localizzata la bocca del porto a forcipe.
Negli anni successivi iniziarono gli scavi con l'assistenza della Soprintendenza.  Furono rinvenute nella stessa zona grosse strutture murarie relative all'imbocco del porto. Si è ritenuto che fossero i resti delle protezioni contro le correnti marine.  
La strada selciata di collegamento da Ravenna a Civitas Classis (via Caesaris) è stata rinvenuta sotto viale Galileo Galilei, al fondo di quattro piani stradali, dove il livello più antico è stato datato al I secolo d.C. Altre tracce di via Caesaris sono emerse a nord del Ponte Nuovo.
Le ricerche effettuate nel Podere Chiavichetta (a lato di via Romea vecchia) hanno permesso il rinvenimento delle banchine ed è stata rinvenuta traccia di un isolotto – dentro il canale – collegato alla terraferma da un ponte mobile. Infine, sono state scoperte le fondamenta di magazzini per lo stoccaggio delle merci (il quartiere commerciale ed artigianale).
Nei primi anni settanta, durante gli scavi è emersa la Tyche (rappresentazione della fortuna e dell'anima) di Ravenna: una testa turrita in marmo, inserita presumibilmente in un rilievo di un edificio (pubblico o di culto) che raffigura la dea protettrice della città.
Il 28 luglio 2015 è stato inaugurato il Parco archeologico dell'antico porto di Classe completamente ristrutturato.